# Alexander Archer
Alexander Archer (West Ham, 1 mei 1910 - Exeter, 29 juli 1997) was een Britse ijshockeyspeler. 
Archer emigreerde als driejarige na zijn geboorte naar Canada waar hij in aanraking kwam met ijshockey. Als volwassenen keerde Archer terug naar het Verenigd Koninkrijk. Archer werd geselecteerd voor de Britse ploeg voor de Olympische Winterspelen 1936 in het Duitse Garmisch-Partenkirchen. Archer speelde mee in alle zeven wedstrijden waarin hij driemaal doel trof. Archer won uiteindelijk de gouden medaille met de Britse ploeg.
Archer werd met de Britse ploeg in 1937 en 1938 Europees kampioen.